# (96327) Ullmann
(96327) Ullmann est un astéroïde de la ceinture principale, membre de la famille de Hungaria.

## Description
(96327) Ullmann est un astéroïde de la ceinture principale, membre de la famille de Hungaria. Il présente une orbite caractérisée par un demi-grand axe de 1,95 UA, une excentricité de 0,08 et une inclinaison de 22,8° par rapport à l'écliptique.

## Compléments